# 张柯兵
张柯兵（1965年12月—），男，汉族，甘肃临泽人。大学学历，历史学学士。现任中共陇南市委书记。

## 简历
1986年毕业于兰州大学历史系历史专业，后进入甘肃省民政厅工作。2010年11月，任甘肃省民政厅副厅长；2014年7月，任中共武威市委常委、市政府副市长；2016年11月，任武威市常务副市长；2018年9月，任中共武威市委副书记，同年12月兼任市委统战部部长；
2019年5月，任中共兰州市委副书记；2020年1月，任甘肃省民政厅厅长；2021年4月，任中共陇南市委书记。